# 必殺!5 黄金の血
『必殺! 5 黄金の血』（ひっさつ ファイブ おうごんのち）は、1991年に公開された松竹株式会社・朝日放送・京都映画撮影所（現・松竹撮影所）の製作の映画である。監督は舛田利雄。
キャッチコピーは、「もう我慢できない! あの仕事人・主水が帰ってきた!」、「これが最後の必殺か!」。

## 概要
週1回のレギュラー放送として復活した必殺シリーズ第30作『必殺仕事人・激突!』の放映に併せて、その世界観をそのままに4年振りに公開された劇場用作品である。フィルム中のタイトルロゴに「!」はなく「必殺5 黄金の血」となっている。これは前作の『必殺4 恨みはらします』と同様である。
監督は、必殺シリーズ初参加となる舛田利雄。ゲストとして、本作と同じ松竹で製作されたテレビ時代劇『付き馬屋おえん事件帳』で主役おえんを演じた山本陽子、本作以降の劇場版必殺シリーズの常連となる名取裕子が脇を固めている。
本作では従来のBGMを一新し、ステレオ録音によるニューバージョンのみが使用された。この新録音版は『主水死す』、『三味線屋・勇次』でも引続き使用される。
ロケ協力として、浜松市観光協会、二条城、大覚寺、姫路城、近江八幡商工観光課がクレジットされている。
実際に制作された『黄金の血』以外に、『必殺5』としての企画案は3本あった。
1. 『必殺4 恨みはらします』公開後に松竹の制作予定作品として紹介されていた『必殺!5 最後の仕事人』。主要キャストは『必殺仕事人V・風雲竜虎編』のレギュラー、監督は深作欣二が務める構想だったが、『竜虎編』終了後に必殺のテレビシリーズの中断が決定し、企画も流れた。
2. 『必殺剣劇人』をベースにした、工藤栄一監督によるもの。
3. 必殺シリーズの単発スペシャル番組が定着したことから松竹サイドが劇場用映画制作を目指したもので、タイトルは『必殺!5 仕事人大集合』。

松竹プロデューサーの桜井洋三によれば、『必殺!5 仕事人大集合』について大物キャストを配し一部からは承諾を得ていたとされるが、『必殺仕事人・激突!』の再開を受けて企画が変更され、結果的に『黄金の血』が撮影されたという。

## 内容
この作品は、政とお浅の悲恋を軸に描かれ、お浅がたどる運命をきっかけに、仕事人・政は最後の戦いに挑むこととなる。
秀は政に仕事から降りるよう忠告し、出陣前に手槍を預かったが、戦いの現場に現れた政は鑿（のみ）で蝙蝠を仕留め、いつの間にか持っていた手槍で赤目と刺し違える。当初、出陣のときに秀が政に手槍を返す場面があったとされるが、上映作品までの編集作業の間にカットされている。
この作品での朝吉は前作までと俳優が変更になり、朝吉の設定についても博打絡みで奉行所から追われ、追っ手から逃れるために牢屋に入っている遊び人となり、朝吉の初登場となった映画第1作『必殺! THE HISSATSU』での「人形遣いの朝之助」（片岡孝夫、現・十五代目仁左衛門）との差が大きい。このことについては本作の脚本段階で朝之助と朝吉が「兄弟」との設定から「同一人物」に変更された結果だという。
夢次は『必殺仕事人・激突!』では三代目中村橋之助が演じたが、本作では山本陽一に変更され、使用する火鉄砲も単発式から機関銃のような連射式に変わっている。
脚本では地獄組首領・赤目はロケットパンチを繰り出し、義眼爆弾で政を爆殺するなど、SFX技術を駆使した暴れぶりをみせ、それを作品の目玉とする案もあった。しかし、『必殺! ブラウン館の怪物たち』での奇抜な演出が失敗に終わった事から、現場スタッフが拒否反応を示し、撮影は行われなかった。

## あらすじ
佐渡金山から脱走した人足の鎮圧を目的とし暗躍する組織・地獄組。その地獄組の手引きによって人足として働かされていた無宿人たちが脱走した。さらに無宿人たちはお上に差し出す献上金を積んだ船を占拠した。船を所有する金座・後藤家では金相場への影響を懸念し、奉公人たちへ事件の口外を堅く禁じる。
後藤家に奉公するお浅は、思いを寄せる与七の船が海に沈む夢を見る。その朝お浅は、後藤家当主・千勢の口からそれが現実であったことを知らされ、心乱れる。仕事人から足を洗っていた政は、与七の死を受け入れられず憔悴するお浅から、沖を見渡せる砂丘へ連れて行ってほしいと頼まれる。
やがて御用船沈没の噂と共に金相場高騰の噂が広まり、金の買い付け騒ぎが起こる。そんな中村主水ら仕事人は、同業の元締・鎌イタチのおむらに呼び出され、御用船を占拠し沈めた無宿人たちの殺しを依頼される。頼み人は後藤千勢。二百両で、御用船に乗っていた奉公人達の恨みを晴らしてほしいと言うのだが、頼み人と仕事の筋が気に入らない主水たちは、仕事の参加を断わる。
その日の夜、お浅を連れて洲崎の砂丘に来た政は与七と再会するが、与七は献上金を運ぶ一部始終を見た政を殺そうと取っ組み合いとなる。だが間一髪、おむらの投げた櫛で与七は絶命した。政はお浅に「与七と逢った夢を見た」と諭す。
この事件がきっかけで再び仕事人が乗り出すことを懸念した後藤屋は地獄組に口封じを依頼。仕事に関わったおむら配下の仕事人たちは、次々と地獄組の凶刃の前に倒れる。
地獄組の追撃は政とお浅にもおよび、政の機転とおむら達の手引きで何とか逃げ切れたかに見えたが、止むことのない奇襲をうけ二人は行方不明に、残された仕事人もおむらを逃がすために地獄組の前に散ったが、朝吉の助けでおむらだけは辛うじて逃げ切った。
翌朝、洲崎で釣りをしていた秀は、放心状態で砂丘を歩くお浅を目撃する…。

## キャスト

### 仕事人
- 中村主水 - 藤田まこと
- 飾り職人の秀 - 三田村邦彦
- お歌 - 光本幸子
- 夢次 - 山本陽一

### その他
- 中村せん - 菅井きん
- 中村りつ - 白木万理
- さだ - 麻丘めぐみ

### ゲスト

#### 仕事人
- 政 - 村上弘明
- 鎌イタチのおむら - 名取裕子
- 蝶々の朝吉 - 大沢樹生
- 蟹の腕助 - 安岡力也

殺し技は、没となった企画『TANTAN狸御殿に恋が散る』に登場する仕事人が使う技にアレンジを加えたものである。
- 百足の千吉 - 保阪尚希
- 赤唐辛子の金平 - 佐藤蛾次郎
- 仁王のお松 - キューティー鈴木
- 阿修羅のお種 - 尾崎魔弓

#### その他
- お浅 - 酒井法子
- 後藤千勢 - 山本陽子
- 後藤分家・三之助 - 岸部一徳
- 勘定奉行・太田玄蕃頭 - 西岡徳馬
- 与七 - 白竜
- 服部孫太夫 - 岡本信人
- 荒勢
- 光石研
- 同心・森下 - 橋本功
- 地獄組頭領・赤目 - 天本英世
- 原田清人
- 沢井小次郎
- 浅川剣介
- 雅まさ彦
- 宮田圭子

## スタッフ
- 監督 - 舛田利雄
- 製作 - 櫻井洋三（松竹）・山内久司（朝日放送）
- 脚本 - 吉田剛
- 音楽 - 平尾昌晃（編曲 - 竜崎孝路）
- 撮影 - 石原興
- 美術 - 倉橋利昭
- 照明 - 中島利男
- 編集 - 園井弘一
- 録音 - 広瀬浩一
- 監督補 - 津島勝
- 監督助手 - 酒井信行、元村次宏、山崎博司
- 殺陣 - 谷明憲（ジャパン・アクション・クラブ）、布目真爾
- 操演 - 白熊栄次（サプライズ）
- 特殊効果 - 久米攻（大平特殊効果）
- 特殊造型 - 村瀬継蔵（ツエニー）
- 特殊合成 - 宮西武史（東宝映像美術）
- 絵合成 - 三瓶一信、石井義夫（マリンポスト）

## 主題歌
- 藤田まこと「月が笑ってらぁ」（ポリスター[7]）

作詞：荒木とよひさ、作曲：堀内孝雄、編曲：水谷竜雄
『必殺仕事人・激突!』の主題歌。